# Convectie

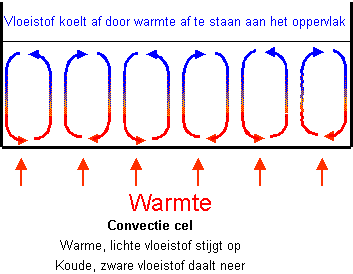

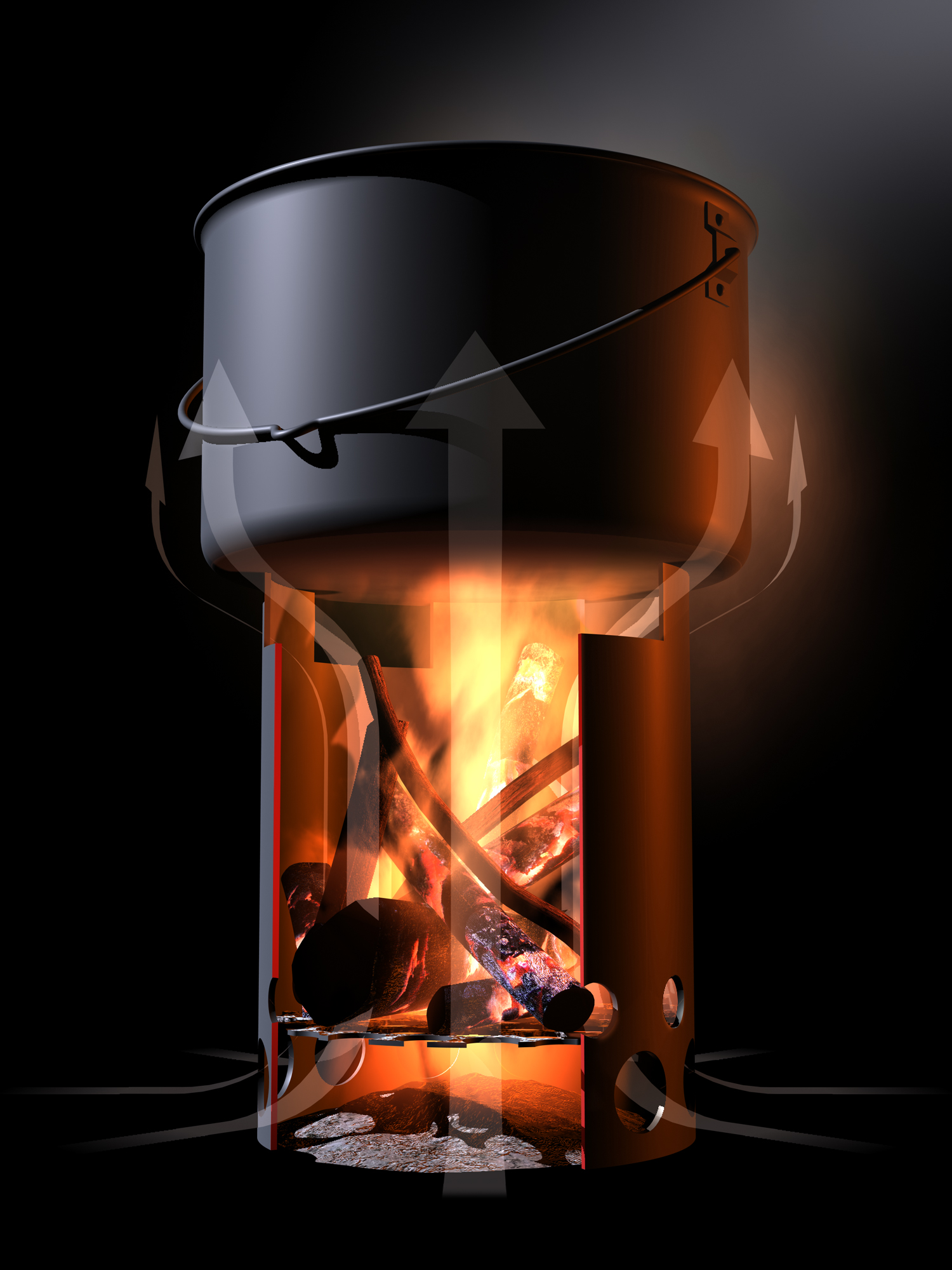
In de lucht die door een stoof stroomt, treedt een vorm van convectie op. Opgewarmde (lichtere) lucht stijgt binnenin de stoof op om dan langs het te verhitten voorwerp weg te stromen. Dit veroorzaakt een aanzuigende werking aan de onderkant, waardoor er (koude) lucht naar binnen wordt gezogen. Dit systeem vormt slechts een halve convectiecel. De cel zou compleet zijn als de warme lucht weer af zou koelen en naar beneden zou stromen

Convectie is warmtestroming via een gas of vloeistof. Dit kan plaatsvinden doordat een verschil in temperatuur een verschil in dichtheid veroorzaakt, maar ook door een drukverschil. In het laatste geval is er sprake van gedwongen convectie.

## Technische toepassingen
Convectie wordt in de techniek bijvoorbeeld gebruikt in de radiator van een centrale verwarming. Bij conventionele kachels treedt ook vooral convectie op om een ruimte te verwarmen. Dit is ook het geval bij radiatoren, ook al lijkt de naam radiator erop te wijzen dat er vooral warmtestraling geleverd wordt. Dit is onjuist: er treden luchtstromingen op die de warmte door de ruimte verspreiden. De luchtstromingen treden op in cellen (zie afbeeldingen). Deze stromingen zijn er ook de oorzaak van dat op sommige plekken op een radiator veel stof neerdaalt. Omdat een dikke laag stof de warmte isoleert, verdient het aanbeveling de radiatoren regelmatig schoon te maken.

## Voorbeelden van convectie in de natuur
Grootschalige mantelconvectie treedt in de Aarde op in de mantel en de vloeibare buitenkern en is de oorzaak voor het bewegen der continenten. 
In de atmosfeer komt ook door warmteverschillen gedreven convectie voor. De atmosferische circulatie kan beschreven worden door circulatiecellen, dit zijn convectiecellen waarin lucht rondstroomt. Ook thermiekbellen zijn een vorm van convectie.

## Natuurkunde
In de natuurkunde is convectie ook warmteoverdracht tussen een oppervlak en een fluïdum. Er zijn twee vormen van convectie:
- vrije convectie: het fluïdum beweegt door verandering van de dichtheid, door verandering van de temperatuur; voorbeeld: stijgende warme lucht bij radiatoren van een centrale verwarming.
- gedwongen convectie: het fluïdum beweegt door een andere oorzaak, bijvoorbeeld met behulp van ventilator of pomp; voorbeeld: warmtetransport in de lucht bij het blazen over hete soep.

Dit fenomeen wordt beschreven door de afkoelingswet van Newton:
{\displaystyle J=hA\Delta T}
Daarin is:
- {\displaystyle J} de warmtestroom (in W);
- {\displaystyle h} de warmteoverdrachtscoëfficiënt (in W/m²K});
- {\displaystyle A} het convectie-oppervlak (in m²);
- {\displaystyle \Delta T}: temperatuurverschil (in K);

Enkele cijfers:
- vrije convectie, metaal > lucht: 5-20 W/(m²K)
- gedwongen convectie, metaal > lucht: 25-250 W/(m²K)